# Sonia Malavisi
Sonia Malavisi (née le 31 octobre 1994 à Rome) est une athlète italienne, spécialiste du saut à la perche.

## Biographie
Dans sa jeunesse, Malavisi fait dans la Gymnastique artistique, évoluant avec le Polisportiva Coop Consumatori Nordest. Elle décide, en 2010, de quitter cette équipe et se tourne vers le saut à la perche.
Elle fait partie de l'Acsi Italia Atletica et remporte la médaille du bronze lors des Championnats d'Europe juniors 2013. En 2014, elle change de club, prenant une licence au Gruppi Sportivi Fiamme Gialle.
Elle porte son record personnel à 4,50 m début mai 2016, manque ensuite son concours lors des Championnats d'Europe 2016 en raison de crampes lors des qualifications, pour enfin améliorer son record à 4,51 m à Padoue en juillet 2016, ce qui lui donne la confirmation d'une convocation pour les Jeux olympiques de Rio.

## Palmarès
| Date | Compétition                       | Lieu      | Résultat | Marque |
| ---- | --------------------------------- | --------- | -------- | ------ |
| 2013 | Championnats d'Europe par équipes | Gateshead | 6e       | 4,25 m |
| 2013 | Championnats d'Europe juniors     | Rieti     | 3e       | 4,20 m |
| 2015 | Championnats d'Europe espoirs     | Tallinn   | 11e      | 4,05 m |
| 2019 | Universiade                       | Naples    | 7e       | 4,31 m |
| 2019 | Championnats d'Europe par équipes | Bydgoszcz | 5e       | 4,46 m |

## Records
| Épreuve          | Épreuve   | Marque | Lieu           | Date                        |
| ---------------- | --------- | ------ | -------------- | --------------------------- |
| Saut à la perche | Plein air | 4,51 m | Padoue         | 17 juillet 2016             |
| Saut à la perche | En salle  | 4,50 m | Ancône Glasgow | 17 février 2019 2 mars 2019 |